# خرمایی (کوار)
خرمایی (کوار)، روستایی از توابع بخش مرکزی شهرستان کوار در استان فارس ایران است.

## جمعیت
این روستا در دهستان فرمشکان قرار دارد و براساس سرشماری مرکز آمار ایران در سال ۱۳۸۵، جمعیت آن ۱۱۶ نفر (۲۸خانوار) بوده‌است.